# Papaver degenii
Papaver degenii är en vallmoväxtart som först beskrevs av Ivan Kiroff Urumoff, Jáv., och fick sitt nu gällande namn av Bogdan Antonov Kuzmanov. Papaver degenii ingår i släktet vallmor, och familjen vallmoväxter. Inga underarter finns listade i Catalogue of Life.